# نوروود (اورگن)
نوروود (به انگلیسی: Norwood) یک منطقهٔ مسکونی در ایالات متحده آمریکا است که در شهرستان واشینگتن، اورگن واقع شده‌است. نوروود ۹۲٫۹۷ متر بالاتر از سطح دریا واقع شده‌است.